# Mugyo

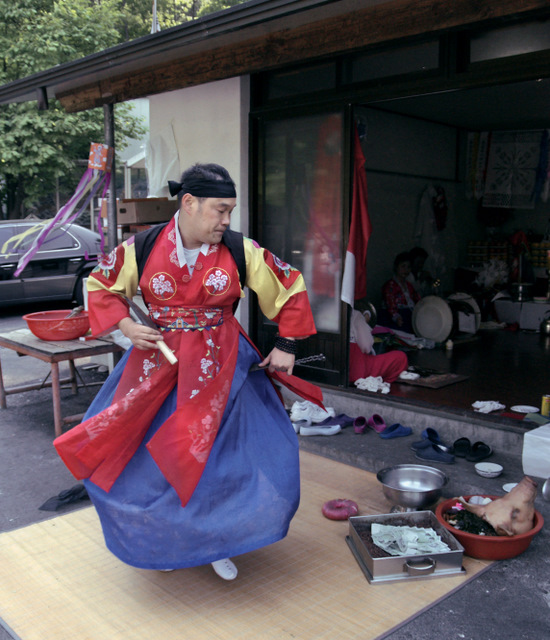
A Baksu holding a gut.

Mugyo este un termen folosit pentru a desemna religia șamanica din Coreea . Această religie face parte din categoria religiilor est-asiatice alături de Taoismul și Confucianismul chinez și Șintoismul japonez .